# لباب النقول في أسباب النزول
لباب النقول في أسباب النزول هو كتاب من تأليف جلال الدين السيوطي (849 هـ/1445 م- 911 هـ/1505 م)، في باب أسباب نزول آيات القرآن. يُعتبر هذا الكتاب من أهم ما أُلِّف في باب أسباب النزول، ويتميَّز على كتاب أسباب النزول للواحدي بالاختصار، والزيادات عليه، وعزو كل حديث إلى من خرَّجه من أصحاب الكتب المعتبرة، وتمييز الصحيح من غيره، والمقبول من المردود، والجمع بين الروايات المتعددة، وتنحية ما ليس من أسباب النزول.